# Рицос, Яннис
Я́ннис Ри́цос (греч. Γιάννης Ρίτσος; 1 мая 1909, Монемвасия — 11 ноября 1990, Афины) — греческий поэт, переводчик и левый политический активист, участник греческого Сопротивления, лауреат Международной Ленинской премии «За укрепление мира между народами» (1977). Творческое наследие поэта насчитывает более ста поэтических сборников, девять романов, четыре театральных произведения, переводы, дорожные записки и другие публикации.

## Ранние годы
Рицос родился в небольшом городке Монемвасия на Пелопоннесе в семье мелкого землевладельца Элефтериоса Рицоса. Его мать Элефтерия происходила из древнего аристократического греческого рода Гитиу. В период с 1921 по 1925 годы учился в Гимназии Гитиу. Писать начал очень рано, уже в 1924 году его стихи были опубликованы в сборнике «Творчество детей». В 1925 году семья оказывается на грани разорения, от туберкулёза умирают мать и брат.
Яннис переезжает в Афины, где начинает работать клерком в Национальном банке Греции. В 1926 году у него тоже диагностируют туберкулёз, а отец попадает в сумасшедший дом в Дафнах, где и умирает в 1938 году. В период 1927—1929 годов Рицос лечится в больнице «Сотирия». В 1930 году переведён в санаторий города Ханья, здесь он впервые выступает с пламенной речью против ужасных условий содержания больных туберкулёзом. В это время он знакомится с идеями марксизма.

## Начало революционной и поэтической деятельности
В 1931 году Рицос смог вернуться в Афины, где сотрудничает с левым журналом «Протопори» («Авангард»), а также с коммерческим театром — в качестве режиссёра, актёра и танцовщика. Он тесно общается с друзьями-рабочими и вступает в Коммунистическую партию Греции. С 1934 года работает корректором в издательстве «Гавости». Тогда же выходит первый сборник стихов Рицоса под названием «Трактор», написанный под сильным влиянием футуризма Маяковского. Затем Рицос сотрудничает с официальным печатным органом КПГ — газетой «Ризоспастис». На страницах последней выходят «Письма на фронт».
В 1935 году опубликован второй сборник стихов Рицоса — «Пирамиды». В 1936 году, находясь под впечатлением от трагических событий забастовки рабочих табачной фабрики в Фессалониках, Рицос пишет поэму «Эпитафия». После прихода к власти профашистского диктатора Метаксаса поэма «Эпитафия» была сожжена у подножия Акрополя.
В 1937 году Рицос, несмотря на запрет его произведений, смог вступить в Общество греческих литераторов, экспериментируя с сюрреализмом. В этом же году издал поэму «Песнь моей сестре», которую посвятил сестре Луле. Она, как и отец Янниса, страдала душевной болезнью и лечилась в Дафнах. В 1938 году опубликована «Весенняя симфония», а сам Рицос становится танцовщиком государственного Королевского театра (ныне — Национальный театр Греции). В 1940 году он вошёл в труппу Национального оперного театра и издал поэму «Марш Океана».

## Вторая мировая и Гражданская война
В годы нацистской оккупации Рицос вступает в ряды Национально-освободительного фронта Греции (ЭАМ) и Народно-освободительной армии Греции (ЭЛАС). Он становится одной из ключевых фигур антифашистского сопротивления, продолжая писать революционные произведения. В 1942 году им написаны драматургическая постановка «Женщина на берегу моря» и поэма «Последнее столетие к человеку». В 1943 году поэт сотрудничает в издаваемом в Афинах журнале «Свободная литература» и публикует сборник «Испытание», из которой цензура исключает поэму «Канун Солнца».
В период Гражданской войны в Греции коммуниста Янниса Рицоса арестовали в 1948 году и отправили в концлагерь сначала на остров Лемнос, в мае 1949 года — на Макронисос, а в 1950 году — на Айос-Стратиос. Освобождение пришло к поэту только в 1952 году после протеста, составленного рядом деятелей мировой культуры, в частности, Луи Арагоном, Пабло Нерудой и Пабло Пикассо. Сразу после освобождения Рицос написал «Непокорный город» и вступил в только что образованную Единую демократическую левую партию (ЭДА), возглавляемую Иоаннисом Пасалидисом. Он также сотрудничает с издаваемой ЭДА газетой «Авги».

## Послевоенная эпоха
В 1954 году поэт женится на Гарифалие Георгиаду. Супруги имели единственную дочь, которую назвали Ээфтерией (р. 1955).
В 1956 году Рицос за поэму-монолог «Лунная соната» удостаивается первой Государственной премии в области поэзии («Лунная соната» переведена на 20 языков мира). Поэт посещает СССР, после чего опубликовывает «Впечатления о Советском Союзе» (1956). С 1958 года его снова начинают преследовать, поводом становится посвящение журнала «Эпитеориси Технис» («Обзор искусств») 40-летию Октябрьской революции. В 1959 году посещает Румынию и Болгарию. В 1962 году Рицос вновь посещает Румынию, а затем Чехословакию, ГДР, Венгрию. В 1966 году он побывал на Кубе.
В 1960 году «Эпитафия» выходит на пластинке, музыку к ней написал один из наиболее значительных новогреческих композиторов Микис Теодоракис. Рицос также готовит «Антологию чешских и словацких поэтов», переводит на новогреческий язык произведения Владимира Маяковского, Александра Блока «Двенадцать», Алексея Толстого, Янки Купалы «А кто там идёт?», Тараса Шевченко «Кобзарь», а также произведения революционных поэтов-коммунистов — турка Назыма Хикмета, кубинца Николаса Гильена, венгра Аттилы Йожефа. Николас Гильен в свою очередь перевёл произведения греческого поэта на испанский.

## Военная хунта
После военного переворота хунты «чёрных полковников» (1967 год) Яннис Рицос был брошен в концлагеря на островах Лерос, Ярос, а затем заключён в строгой изоляции на острове Самос. Впрочем, ему удается тайно переслать Микису Теодоракису, которому удалось выехать во Францию, поэтические циклы «Камни, Повторение, Решётки» и «Восемнадцать напевов горькой родины», которые композитор положил на музыку и исполнял на своих концертах.
В 1973 Рицос принял участие в студенческих выступлениях против правой хунты в Афинском политехническом университете, известных как Восстание в Афинском Политехническом университете. Свои впечатления он изложил в стихотворении «Плоть и кровь».

## Последние годы
После падения диктатуры Рицос поселился в Афинах, где провел последние два десятка лет жизни. В ответ на разжигание авторитарными режимами Греции и Турции межнациональной вражды на Кипре написал «Гимн и плач о Кипре».
Рицос умер 11 ноября 1990 в Афинах и похоронен на родине в Монемвасии.

## Награды и звания
За свою плодотворную творческую жизнь Рицос был отмечен многими международными наградами. Первую — Государственную премию в области поэзии — он получил в 1956 году.
В 1970 году стал членом Академии наук и литературы в Майнце (ФРГ). В 1972 году награждён Большой международной премией на Биеннале «Knokk-le-Zout», Бельгия. В 1975 году награждён Международной премией имени Георгия Димитрова (Болгария) и Большой премией имени поэта-романтика Альфреда де Виньи (Франция).
В 1977 году получил Международную Ленинскую премию «За укрепление мира между народами» (СССР). В 1979 году награждён Международной премией Всемирного Совета Мира.
Рицос — почётный доктор Фессалоникского университета имени Аристотеля, почётный доктор Бирмингемского университета (Англия); почётный член Академии Малларме (Франция); почётный доктор Лейпцигского университета (1984) и Афинского университета (1987).
В 1986 году кандидатуру Янниса Рицоса выдвигают на Нобелевскую премию по литературе, а в 1987 году поэт получил премию ООН и золотую медаль мэрии Афин.

## Сочинения

### Сборники
- «Ποιήματα — Α τόμος», (1961)
- «Ποιήματα — Β τόμος», (1961)
- «12 ποιήματα για τον Καβάφη», (1963)
- «Μαρτυρίες — Σειρά 1η», (1963)
- «Ποιήματα — Γ τόμος», (1964)
- «Μαρτυρίες — Σειρά 2η», (1966)
- «Δεκαοχτώ λιανοτράγουδα της πικρής πατρίδας», (1973)
- «Ποιήματα — Δ τόμος», (1975)

### Поэзия
- «Τρακτέρ „, (1934)
- “Πυραμίδες», (1935)
- «Επιτάφιος», (1936)
- «Το τραγούδι της αδελφής μου», (1937)
- «Εαρινή συμφωνία», (1938)
- «Το εμβατήριο του ωκεανού», (1940)
- «Παλιά μαζούρκα σε ρυθμό βροχής», (1943)
- «Δοκιμασία», (1943)
- «Ο σύντροφός μας», (1945)
- «Γειτονιές του κόσμου», (1949)
- «Ο άνθρωπος με το γαρύφαλλο», (1952)
- «Αγρύπνια», (1954)
- «Πρωινό άστρο», (1955)
- «Η σονάτα του σεληνόφωτος», (1956)
- «Χρονικό», (1957)
- «Πέτρινος χρόνος», (1957)
- «Αποχαιρετισμός», (1957)
- «Υδρία „, (1957)
- “Χειμερινή διαύγεια», (1957)
- «Οι γειτονιές του κόσμου», (1957)
- «Η αρχιτεκτονική των δέντρων», (1958)
- «Οταν έρχεται ο ξένος», (1958)
- «Ανυπόταχτη πολιτεία», (1958)
- «Οι γερόντισσες κ' η θάλασσα», (1959)
- «Το παράθυρο», (1960)
- «Η γέφυρα», (1960)
- «Ο Μαύρος Αγιος», (1961)
- «Το νεκρό σπίτι», (1962)
- «Κάτω απ' τον ίσκιο του βουνού», (1962)
- «Το δέντρο της φυλακής και οι γυναίκες», (1963)
- «12 ποιήματα για τον Καβάφη», (1963)
- «Μαρτυρίες Α», (1963)
- «Παιχνίδια τ'ουρανού και του νερού», (1964)
- «Φιλοκτήτης», (1965)
- «Ρωμιοσύνη», (1966)
- «Ορέστης», (1966)
- «Μαρτυρίες Β», (1966)
- «Όστραβα», (1967)
- «Πέτρες, Επαναλήψεις, Κιγκλίδωμα», (1972)
- «Η Ελένη», (1972)
- «Χειρονομίες», (1972)
- «Τέταρτη διάσταση», (1972)
- «Η επιστροφή της Ιφιγένειας», (1972)
- «Ισμήνη», (1972)
- «Χρυσόθεμις», (1972)
- «Δεκαοχτώ λιανοτράγουδα της πικρής πατρίδας», (1973)
- «Γκραγκάντα», (1973)
- «Διάδρομος και σκάλα», (1973)
- «Σεπτήρια και Δαφνηφόρια», (1973)
- «Καπνισμένο τσουκάλι», (1974)
- «Ο αφανισμός της Μήλος», (1974)
- «Υμνος και θρήνος για την Κύπρο», (1974)
- «Κωδωνοστάσιο», (1974)
- «Χάρτινα „, (1974)
- “Ο τοίχος μέσα στον καθρέφτη», (1974)
- «Η Κυρά των Αμπελιών», (1975)
- «Η τελευταία προ Ανθρώπου Εκατονταετία», (1975)
- «Τα επικαιρικά», (1975)
- «Ημερολόγιο εξορίας», (1975)
- «Μαντατοφόρες», (1975)
- «Θυρωρείο», (1976)
- «Το μακρινό», (1977)
- «Το ρόπτρο
- »Γραφή Τυφλού
- «Τα ερωτικά
- »Ανταποκρίσεις", (1987)

### Драма
- «Μια γυναίκα πλάι στη θάλασσα „, (1942)
- “Πέρα απ'τον ίσκιο των κυπαρισσιών», (1947)
- «Τα ραβδιά των τυφλών», (1959)
- «Ο λόφος με το συντριβάνι»

### Переводы
- «Α.Μπλόκ: Οι δώδεκα», (1957)
- «Ανθολογία Ρουμανικής ποίησης», (1961)
- «Αττίλα Γιόζεφ: Ποιήματα», (1963)
- «Μαγιακόφσκι: Ποιήματα», (1964)
- «Ντόρας Γκαμπέ: Εγώ, η μητέρα μου και ο κόσμος», (1965)
- «Ιλία 'Ερεμπουργκ: Το δέντρο», (1966)
- «Ναζίμ Χικμέτ: Ποιήματα», (1966)
- «Ανθολογία Τσέχων και Σλοβάκων ποιητών», (1966)
- «Νικόλας Γκιλλιέν: Ο μεγάλος ζωολογικός κήπος», (1966)
- «Α.Τολστόη : Η γκρινιάρα κατσίκα», (1976)
- «Φ.Φαριάντ: Ονειρα με χαρταετούς και περιστέρια», (1988)
- «Χο τσι Μινχ: Ημερολόγιο της φυλακής

### Путевые заметки
- «Εντυπώσεις απο τη Σοβιετική Ενωση», (1956)
- «Ιταλικό τρίπτυχο», (1982)

### Русские переводы
- «Стихи». — М., 1959
- «Избранная лирика». — М., 1968
- «Канун солнца». Поэма // Иностранная литература, 1969. № 5. С. 116—120.
- «Избранное». — М., 1973.